# Жалень
Жалень — река в России, протекает в Киришском районе Ленинградской области. Река вытекает из озера Ширинского, расположенного в болоте Ширинский мох, течёт на северо-запад. Река протекает вдоль северо-восточной границы города Кириши. Устье реки находится в 2,2 км по левому берегу реки Чёрная. Длина реки составляет 12 км.

## Данные водного реестра
По данным государственного водного реестра России относится к Балтийскому бассейновому округу, водохозяйственный участок реки — Волхов, речной подбассейн реки — Волхов. Относится к речному бассейну реки Нева (включая бассейны рек Онежского и Ладожского озера).
Код объекта в государственном водном реестре — 01040200612102000019483.